# After Death (Oltre la morte)
After Death (Oltre la morte) è un film uscito nel 1989, ma realizzato nel 1987, diretto da Claudio Fragasso (con lo pseudonimo di Clyde Anderson). Il film è un tardo epigono degli zombie movies italiani.

## Trama
In un'isola misteriosa e incontaminata del Sudamerica, chiamata Isola del gatto dagli indigeni, si scatena una terribile epidemia. Un gruppo di ricercatori medici si trova sull'isola per studiare la causa dell'epidemia, che ha contagiato gli abitanti del luogo portandoli alla morte. Uno stregone, che ha perso la figlia a causa della malattia, è convinto che i medici siano responsabili e si vendica aprendo la terza porta dell'inferno. Questo spirito penetra nel corpo della moglie dello stregone trasformandola in un essere mostruoso che scatena un'orda di morti viventi che uccidono tutti. Si salva solo Jenny, una bambina cui i genitori hanno donato un ciondolo a protezione dal male.
Anni dopo, Jenny è diventata una ragazza. Con un gruppo di amici ritorna sull'isola maledetta (di cui inizialmente non ha ricordo) a causa di un guasto al motoscafo. Sul posto si trovano anche tre speleologi, giunti per tentare di scoprire qualche indizio sulla fine che fecero i medici. L'isola pare disabitata finché non appare uno zombi che assale e morde Tommy, uno dei componenti della compagnia di Jenny. Gli amici arrivano in un pronto soccorso, ovviamente deserto, per prestare le cure al ferito, mentre i tre scienziati trovano una caverna e un libro. Uno di loro ne recita qualche passo: l'effetto è quello di resuscitare i morti dell'isola che danno inizio a un nuovo massacro.
Gli unici superstiti, Chuck e Jenny, dovranno sfuggire ai loro amici, trasformatisi in zombie, e chiudere la porta dell'Inferno.

## Produzione
After Death è stato prodotto da Franco Gaudenzi per la sua casa di produzione Flora Film. La sceneggiatura è stata scritta da Rossella Drudi.
Durante la produzione di questo film, girato interamente nelle isole Filippine, Bruno Mattei stava girando il film Double Target - Doppio bersaglio dividendosi le scene con Fragasso. Durante la notte, Fragasso girava After Death con pochi membri della troupe di Double Target, film dal budget più ricco, per ottimizzare i costi. Fragasso ha dichiarato che durante la produzione non ha dormito per due settimane.
Il protagonista del film, qui accreditato col suo vero nome Chuck Peyton, è un famoso pornostar specializzatosi nel porno gay con lo pseudonimo Jeff Stryker.

## Distribuzione
Distribuito in sala dalla Flora Film in Italia nel 1990 e dalla Variety Film per l'estero, in Germania Ovest il film uscì nel 1989. Negli Stati Uniti venne distribuito come Zombie 4: After Death, in modo da collegarlo alla serie di Lucio Fulci e degli stessi Fragasso e Mattei (Zombi 2 e Zombi 3).
In Italia venne poi distribuito in VHS con il titolo After Death - L'isola maledetta. In DVD è uscito con il titolo After Death - Zombi 4.

## Sequel
Il sequel, Zombi 5, è uscito nel 1988 e conclude la saga.